# Krn

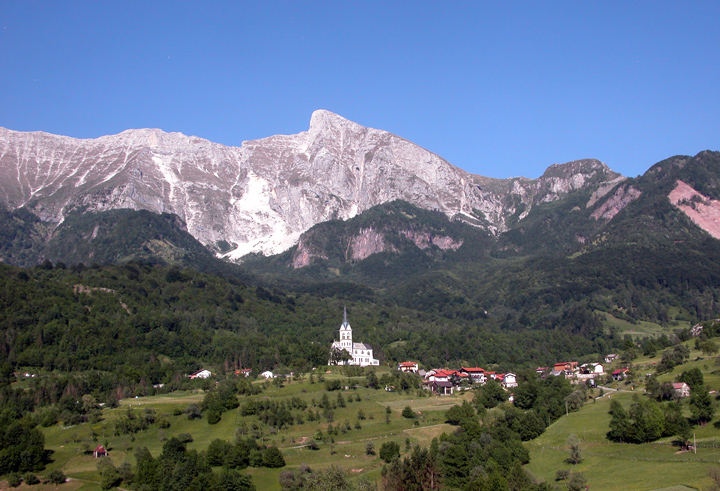
Vista del poble de Drežnica i el mont Krn a l'oest

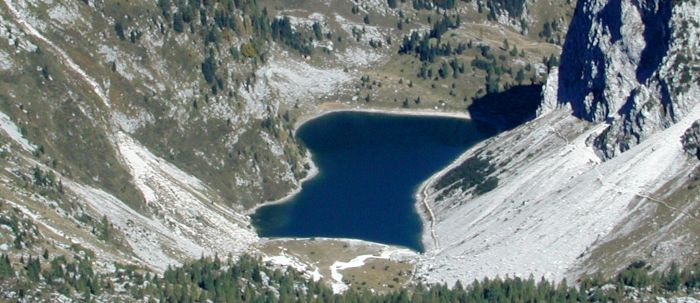
Llac Krn

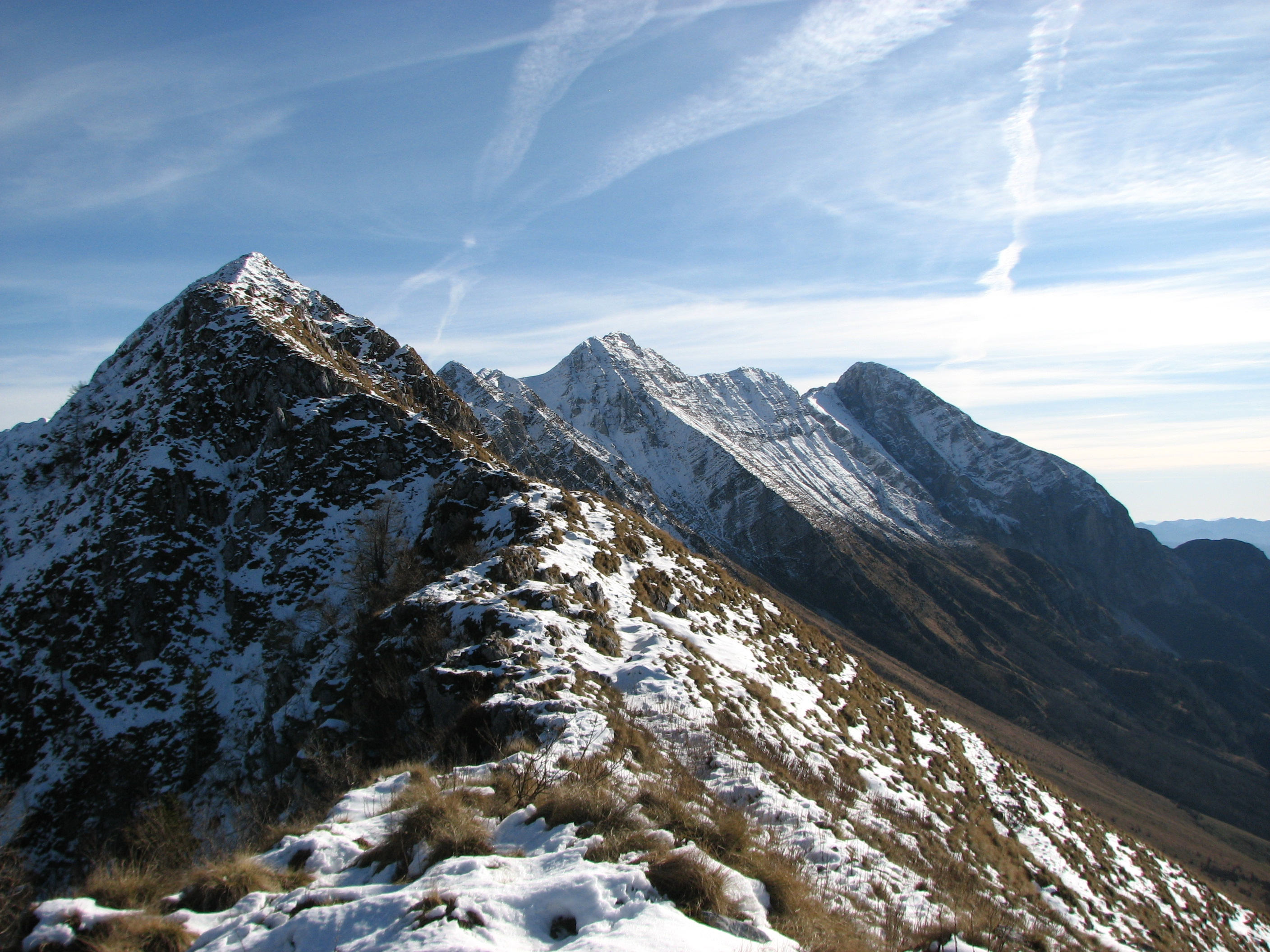
Vista de les muntanyes Krn des del Mont Kal: Mont Vršič, pas de Vrata, Mont Krnčica, Mont Middle Peak i Mont Krn

Krn, en italià: Monte Nero; en furlà: Lavadôr o Crèn; de 2.244 m és una muntanya del sud-oest dels Alps Julians al nord-oest d'Eslovènia. És la muntanya més alta de les muntanyes Krn. La muntanya es troba a uns 50 km del mar Adriàtic. El riu Soča flueix a l'oest del cim, i el riu Lepenjica més petit al nord-est i el riu Tolminka al sud-oest. Krn té una poderosa paret occidental, que es pot veure millor des de Kobarid o Drežnica.
Al vessant sud de la muntanya es troben els petits pobles de Vrsno, Krn, Drežnica, Drežniške Ravne i Magozd. Al costat nord es troba el llac Krn, el llac glacial més gran d'Eslovènia.
Durant la Primera Guerra Mundial, les Batalles de l'Isonzo van tenir lloc a la zona. El 3r regiment d'Alpini havia pres el mont Krn o el pic del Mont Nero el 16 de juny de 1915 en una atrevida incursió on la unitat italiana d'elit va pujar als penya-segats del pic "amb les botes envoltades de sacs de palla per reduir el soroll"," alguns d'ells descalços, i d'altres només amb mitjons, i va combatre el batalló hongarès del 4t regiment Honved. "Va ser un èxit gloriós, el primer de la guerra, presagiant d'altres que mai es van materialitzar".
El cim del mont veí Batognica (2.164 m) va ser volada per una explosió accidental en un dipòsit d'armes. Molts restes de la guerra romanen escampats al voltant del cim.

## Albergs
- Al costat sud, a prop de la part superior, hi ha l'allotjament Gomišček Krn (Gomiščkovo zavetišče na Krnu; 2,182 m o 7,159 ft);
- Al costat nord, prop del llac, hi ha l'allotjament Llacs Krn (Planinski dom pri Krnskih jezerih; 1,385 m o 4,544 ft);
- A les pastures de Kuhinja es troba l'alberg de pastures de Kuhinja (Dom na planini Kuhinja; 991 m o 3,251 ft);
- Sota el seu vessant nord, a Lepena, es troba l'alberg Dr. Klement Jug Lepena (Dom dr. Klementa Juga v Lepeni; 700 m o 2,300 ft).

## Accés al cim
- A 3 hores de les pastures de Kuhinja
- A 5 hores de l'alberg Dr. Klement Jug Lepena
- A 5 hores de Drežnica, per la ruta Silvo Koren
- A 7¾ hores des de Savica Lodge sobre el coll Prehodavci